# سید زین‌العابدین فومنی
سید زین‌العابدین فومنی از سیاستمداران ایرانی بود، که در دوره‌ ششم بعنوان نماینده فومن در مجلس شورای ملی حضور داشت.